# Luís Saia
Luís Saia (São Carlos, 6 de outubro de 1911 - São Paulo, 15 de maio de 1975) foi um arquiteto, professor, servidor público, pesquisador e etnógrafo brasileiro, notório pela elaboração dos planos diretores das cidades de Goiânia, Anápolis, São José do Rio Preto, Lins e Águas de Lindóia, e também pelo restauro de mais de trinta edificações paulistas, com foco na preservação do patrimônio histórico e cultural.
Formado em Engenharia e Arquitetura pela Escola Politécnica da Universidade de São Paulo (USP), Saia foi um dos idealizadores do Instituto do Patrimônio Histórico e Artístico Nacional de São Paulo (Iphan-SP), onde trabalhou por quarenta anos, colaborando com a restauração das casas do Bandeirante e do Caxingui, entre outras, e com a proposição de tombamento de diversos monumentos e coleções de obras de arte, distribuídas pelos estados do sul do Brasil.
Foi professor livre-docente na Escola de Arquitetura da Universidade Federal de Minas Gerais (UFMG), além de coordenar diversos cursos, como o de Especialização em Restauro de Bens Culturais e Conjuntos Arquitetônicos, promovido pelo Instituto do Patrimônio Histórico e Artístico Nacional e pela Faculdade de Arquitetura da Universidade de São Paulo, em 1974. Trabalhou, ainda, como etnógrafo, chefiando a Missão de Pesquisas Folclóricas do Departamento de Cultura do Instituto do Patrimônio Histórico e Artístico Nacional, que percorreu todo o Brasil em 1938 para colher informações do folclore musical de cada região, e realizando estudos específicos sobre o samba rural paulista. Fez também duas grandes pesquisas relacionadas a coleções de obras de arte e à arquitetura do café.
Faleceu em 1975, aos 63 anos, deixando um acervo pessoal de muitas gravações,  fotografias e documentos que, na ocasião de seu centenário, em 2011, foram apresentados em uma exposição intitulada "Luís Saia: Memória e Política", criada pelo Grupo de Pesquisa em História da Cidade, Arquitetura e Paisagem (Grupo Urbis), do Instituto de Arquitetura e Urbanismo da Universidade de São Paulo (IAU-USP), e realizada em Brasília, na Sala Mário de Andrade da sede do Instituto do Patrimônio Histórico e Artístico Nacional.

## Biografia
Luís Saia nasceu na cidade de São Carlos, no interior do estado de São Paulo, em 6 de outubro de 1911. Ingressou na Escola Politécnica no ano de 1932, mas apenas após 16 anos de seu ingresso na instituição que ele veio a formar, já em 1948. Em 1939, o arquiteto Luís Saia iniciou no Brasil os primeiros restauros completos de edifícios: construções em taipa de pilão, raros remanescentes do século XVII e princípios do XVIII na região de São Paulo. Suas realizações nesse campo têm marcas do “restauro reconstrutivo” e posicionamentos aproximados às formulações dos italianos Gustavo Giovannoni, Roberto Pane e Cesare Brandi. Saia se destacou no Instituto do Patrimônio Histórico e Artístico Nacional (criado em 1937), pelo rigor teórico e metodológico, visão global e crítica e dedicação aos estudos históricos.

## Publicações
Dentre suas principais publicações, constam:
- Escultura popular brasileira. São Paulo: A gazeta, 1944.[7]
- A casa bandeirista (Uma interpretação). São Paulo: Comissão do IV Centenário da Cidade de São Paulo, 1955.[8]
- Urbanismo em São Paulo. São Paulo: Acrópole, nº 217, p 1-3, out 1956.
- Morada Paulista. São Paulo: Perspectiva, 1972.[9]
- São Luís do Paraitinga. São Paulo: Condephaat, 1977.[9]

## Vida pessoal
Seu filho mais velho, José Saia, também se tornou arquiteto.

## Leituras adicionais
- ROLIM, Mariana de Souza. Luís Saia e a ideia de patrimônio – 1932-1975
- FICHER, Sylvia. Os arquitetos da Poli. Coleção USP 70 Anos, São Paulo: EDUSP, 2005.
- MOTA, Juliana Costa. Planos diretores de Goiana, década de 60: A inserção dos arquitetos Luis Saia e Jorge Wilheim no campo do planejamento urbano. Dissertação (Mestrado). Escola de Engenharia de São Carlos - Universidade de São Paulo. 2004.
- PEREIRA, Juliana Melo. Admiráveis Insensatos: Ayrton Carvalho, Luis Saia e as práticas no campo da conservação no Brasil. Dissertação (Mestrado). Desenvolvimento Urbano - Universidade Federal de Pernambuco. 2012.
- SODRÉ, João Clark de Abreu. Arquitetura e viagens de formação pelo Brasil (1938-1962). Dissertação (Mestrado). Faculdade de Arquitetura - Universidade de São Paulo. 2010.